# Нижньогірський район
Нижньогі́рський райо́н (до 1944 року — Сейтлерський; крим. Seyitler rayonı) — колишній район у північно-східній частині АР Крим, зараз входить до складу Білогірського району. Адміністративним центром було смт Нижньогірський.

## Географія
Він межує на півночі з Джанкойським районом, на заході з Курманським районом, на півдні з Білогірським районом і на південному сході з Ічківським районом.
Площа району становить — 121,2 тис. га., у тому числі сільгоспугідь — 89,0 тис. га. (73,4 %). В адміністративному відношенні район поділяється на 18 сільських і одну селищну раду. Населених пунктів у районі — 58. Районний центр розташований у смт Нижньогірський.

### Розташування
Природно-кліматичні умови району сприяють вирощуванню польових і плодово-ягідних культур. Нижньогірський район має сприятливе географічне розташування. Територія району розташована в степовій частині Криму і є рівниною, що примикає до озера Сиваш у західній частині району і передгірну рівнину в центральній і південній частині району.
Вигідність економіко-географічного розташування району посилюється тим, що прибережна зона озера Сиваш входить до меж району і є сприятливі умови для спорудження дитячих оздоровчих таборів і баз відпочинку з використанням лікарської грязі. Крім того територію району перетинають родючі долини річок: Біюк-Карасу, Кучук-Карасу, Салгир, Суджилка.

### Природні заповідники
На території району знаходяться державний ботанічний заповідник «Присиваський», розташований на землях Пшеничненської (356,6 га.) та Ізобільненської (647,6 га.) сільських рад і два парки — пам'ятки садово-паркового мистецтва на території Ізобільненської (8,0 га.) та Лиственської (2,5 га.) сільських рад. Є усі можливості займатися спортивно-любительським полюванням. З цією метою за сільгосппідприємствами закріплені мисливські угіддя загальною площею — 94,9 тис. га., із них 88,9 тис. га. польових і 5,4 тис. га. водно-болотних. Площа зарибнених ставків по району становить — 1131,0 га., що дає можливість займатися рибною ловлею, а озеро Сиваш прекрасне місце для заготівлі мотиля.

### Корисні копалини
Корисні копалини представлені: цегельними і черепичними глинами (с. Червоне), будівельними матеріалами (кар'єри на території Дрофинської, Жемчужинської сільських рад) і джерелом йодованої води в смт. Нижньогірський. Є можливість заготовлювати очерет для біопалива або як будівельний матеріал з утеплення покрівлі. Усе це потенційні майданчики для інвесторів.

## Адміністративний устрій
Район поділяється на 1 селищну раду та 18 сільських рад, які підпорядковані Нижньогірській районній раді та об'єднують 58 населених пунктів.
У травні 2008 р. з обліку було зняте село Кулички.

## Населення
Розподіл населення за віком та статтю (2001)
| Стать | Всього | До 15 років | 15-24 | 25-44 | 45-64 | 65-85 | Понад 85 |
| --- | ------ | ----------- | ----- | ----- | ----- | ----- | -------- |
| Чоловіки | 26 982 | 5547        | 4518  | 8212  | 6283  | 2366  | 56       |
| Жінки | 29 992 | 5240        | 4222  | 8263  | 7559  | 4437  | 271      |
| \| Статево-вікова піраміда \| Статево-вікова піраміда \| Статево-вікова піраміда \| \| ----------------------- \| ----------------------- \| ----------------------- \| \| Чоловіки \| Вік \| Жінки \| \| 56 \| 85 + \| 271 \| \| 117 \| 80-84 \| 419 \| \| 362 \| 75-79 \| 1013 \| \| 827 \| 70-74 \| 1461 \| \| 1060 \| 65-69 \| 1544 \| \| 1578 \| 60-64 \| 2216 \| \| 894 \| 55-59 \| 1253 \| \| 1622 \| 50-54 \| 1876 \| \| 2189 \| 45-49 \| 2214 \| \| 2485 \| 40-44 \| 2465 \| \| 1987 \| 35-39 \| 2061 \| \| 1761 \| 30-34 \| 1806 \| \| 1979 \| 25-29 \| 1931 \| \| 2065 \| 20-24 \| 2026 \| \| 2453 \| 15-20 \| 2196 \| \| 2466 \| 10-14 \| 2314 \| \| 1728 \| 5-9 \| 1593 \| \| 1353 \| 0-4 \| 1333 \| |        |             |       |       |       |       |          |
| Статево-вікова піраміда |        |             |       |       |       |       |          |
| Чоловіки | Вік    | Жінки       |       |       |       |       |          |
| 56 | 85 +   | 271         |       |       |       |       |          |
| 117 | 80-84  | 419         |       |       |       |       |          |
| 362 | 75-79  | 1013        |       |       |       |       |          |
| 827 | 70-74  | 1461        |       |       |       |       |          |
| 1060 | 65-69  | 1544        |       |       |       |       |          |
| 1578 | 60-64  | 2216        |       |       |       |       |          |
| 894 | 55-59  | 1253        |       |       |       |       |          |
| 1622 | 50-54  | 1876        |       |       |       |       |          |
| 2189 | 45-49  | 2214        |       |       |       |       |          |
| 2485 | 40-44  | 2465        |       |       |       |       |          |
| 1987 | 35-39  | 2061        |       |       |       |       |          |
| 1761 | 30-34  | 1806        |       |       |       |       |          |
| 1979 | 25-29  | 1931        |       |       |       |       |          |
| 2065 | 20-24  | 2026        |       |       |       |       |          |
| 2453 | 15-20  | 2196        |       |       |       |       |          |
| 2466 | 10-14  | 2314        |       |       |       |       |          |
| 1728 | 5-9    | 1593        |       |       |       |       |          |
| 1353 | 0-4    | 1333        |       |       |       |       |          |

У районі наявне населення становить — 52,5 тис. чоловік, у тому числі в смт. Нижньогірський — 9,8 тис. чоловік, сільське населення — 42,7 тис. чоловік. Чисельність населення в працездатному віці — 33,1 тис. чоловік. Враховуючи те, що впродовж року на обліку в службі зайнятості перебуває понад 5,0 тис. чоловік не зайнятих трудовою діяльністю, в районі є вільна кваліфікована робоча сила.
Національний склад населення району за переписом 2001 р. та 2014 р. 
|                 | 2001        | 2001      | 2014        | 2014      |
|                 | чисельність | частка, % | чисельність | частка, % |
| --------------- | ----------- | --------- | ----------- | --------- |
| росіяни         | 28 727      | 50,4      | 24 998      | 55,4      |
| українці        | 16 419      | 28,8      | 8 626       | 19,1      |
| кримські татари | 9 136       | 16,0      | 7 656       | 17,0      |
| білоруси        | 1 009       | 1,8       | 588         | 1,3       |
| греки           | 271         | 0,5       | 136         | 0,3       |
| татари          | 190         | 0,3       | 1 268       | 2,8       |
| узбеки          | 140         | 0,2       | 118         | 0,3       |
| поляки          | 105         | 0,2       | 65          | 0,1       |
| азербайджанці   | 95          | 0,2       | 70          | 0,2       |

Етномовний склад району (рідні мови населення за переписом 2001 р.)
|                           | російська | кримсько- татарська | українська | грецька | білоруська |
| Нижньогірський район      | 72,7      | 15,2                | 10,5       | 0,4     | 0,3        |
| ------------------------- | --------- | ------------------- | ---------- | ------- | ---------- |
| смт Нижньогірський        | 81,4      | 9,4                 | 8,2        |         | 0,3        |
| Якимівська сільрада       | 58,9      | 26,2                | 12,5       |         |            |
| Дрофинська сільрада       | 50,8      | 34,1                | 13,5       |         | 0,7        |
| Омелянівська сільрада     | 77,4      | 11,7                | 9,6        |         | 0,3        |
| Желябовська сільрада      | 68,9      | 17,2                | 13,4       |         |            |
| Жемчужинська сільрада     | 77,5      | 11,8                | 10,2       |         | 0,2        |
| Зоркінська сільрада       | 65,1      | 22,7                | 11,1       |         | 0,1        |
| Іванівська сільрада       | 71,1      | 21,3                | 7,3        |         | 0,2        |
| Ізобільненська сільрада   | 80,5      | 8,2                 | 10,7       |         |            |
| Кісточківська сільрада    | 82,7      | 8,0                 | 7,9        |         | 0,9        |
| Листвиннська сільрада     | 94,6      | 0,1                 | 5,1        |         | 0,2        |
| Митрофанівська сільрада   | 68,2      | 23,2                | 7,2        |         | 0,3        |
| Михайлівська сільрада     | 85,4      | 0,2                 | 14,4       |         | 0,1        |
| Новогригорівська сільрада | 76,6      | 11,4                | 10,2       |         | 0,2        |
| Охотська сільрада         | 68,8      | 15,3                | 14,5       |         | 0,9        |
| Пшеничненська сільрада    | 79,8      | 7,9                 | 11,8       |         |            |
| Садова сільрада           | 58,5      | 23,7                | 8,9        | 5,8     | 0,4        |
| Уварівська сільрада       | 64,8      | 23,8                | 9,7        |         | 1,0        |
| Чкаловська сільрада       | 64,1      | 17,4                | 15,9       |         | 0,2        |

## Промисловість
Історично склалося так, що Нижньогір'я було відоме своїми садами, а води, що прийшли з Північнокримського і Азовського рисового каналів дозволили в районі зайнятися виробництвом рису. У рисовій системі району на 95 % площ подача води здійснюється самопливом, що значно знижує витрати на виробництво рису на відміну від машинної. У найрозвиненіші роки, в районі сади займали — 8,7 тис. га., виноградники — 1,1 тис. га., рис — 4,1 тис. га. У порівнянні з ними в 2006 році, площі вирощування зменшилися: рису вдвічі, садів утричі, виноградників у 2,6 рази. Для відновлення минулого виробництва потрібні інвестиції.
Позитивним моментом є те, що в районі є підприємство ТОВ «Плодопитомник», яке займається вирощуванням плодових саджанців. За повного використання своїх виробничих можливостей воно може виробляти понад 1,5 млн саджанців на рік.
У районі є природні рекреаційні-курортні ресурси: теплі, цілющі води озера Сиваш, виробництво екологічно чистих продуктів харчування, крім того в районі немає великих промислових підприємств, що забруднюють атмосферу.
Великими промисловими підприємствами району є: ВАТ «Нижньогірський комбікормовий завод», Нижньогірський елеватор, хлібокомбінат, ТОВ «ВВВ Скеля» (виробництво плодоовочевих консервів).
Упродовж ряду років на території району ведеться робота із розробки і впровадження біоенергетичних установок із переробки стоків тваринницьких ферм і харчової промисловості. В результаті переробки виходить високомінералізовані залишки, які використовуються як добрива і біогаз метан.
В умовах економічних труднощів, що склалися, в сільськогосподарському секторі є необхідність в повномасштабному відновленні робіт із створення енергоощадних технологій у сільськогосподарському виробництві із створенням єдиного науково—технічного центру, завдання якого — розробка і випробування енергоощадних технологій і застосування їх на сільськогосподарських об'єктах України.
ВАТ «Нижньогірський комбікормовий завод» після певної реконструкції може виробляти біодизпаливо з ріпаку. Усе устаткування підприємства може використовуватися для прийому, зберігання і переробки насіння ріпакук до отримання ріпакової олії. Щоб завершити цикл із виробництва біодизпалива необхідно встановити устаткування із розгону ріпакової олії на фракції.

## Транспорт та інфраструктура
Селище є транспортним вузлом, що об'єднує залізничний і автомобільний транспорт. Залізнична станція має три шляхи, три навантажувально-вивантажувальних тупика і п'ять залізничних під'їзних колій.
Селище Нижньогірський розташоване на автошляхах республіканського значення: Джанкой—Феодосія (автошлях E97, із яким збігається М17) і Білогірськ—Нижньогірський (автошлях Т 0112), а також слугує початковим пунктом для низки доріг республіканського і районного значення. Усі населені пункти району пов'язані між собою дорогами з твердим покриттям. Загальна протяжність доріг становить — 297 км, у тому числі державного призначення — 52,8 км, місцевого призначення — 244,2 км. Найвіддаленіші населені пункти від районного центру розташовані на відстані 30-35 км, транспортна доступність становить — 30-40 хвилин. Відстань від районного центру до міста Сімферополь — 91 км.
Селище Нижньогірське повністю газифіковане. У перспективі увесь район буде газифікований. У районі розвинена телекомунікаційна система, до неї входить вузол зв'язку, який забезпечує стаціонарний телефонний зв'язок, встановлені системи мобільного зв'язку, є кабельне телебачення (у смт. Нижньогірський) і вихід в Інтернет.

## Соціальна сфера
У Нижньогірському районі функціонують: 24 загальноосвітніх установи; 17 дитячих садків; центр дитячої і юнацької творчості; ЦРЛ на 286 ліжок; поліклініка на 468 відвідувань на зміну; 32 ФАПи; 7 сільських лікарських амбулаторій; 28 установ клубного типу; 40 бібліотек; дитяча музична школа; історико-краєзнавчий музей; 25 спортивних залів; 9 гімнастичних містечок; 11 тирів; 5 стадіонів; 2 дитячо-юнацькі спортивні школи.

## Пам'ятки
У Нижньогірського району Криму нараховується 28 пам'яток історії, всі — місцевого значення.